# Иерро (аэропорт)
Аэропорт Иерро — аэропорт на Канарских островах в 9 километрах к северо-востоку от Вальверде. Единственный действующий аэропорт на острове Иерро (Испания) (ИАТА: VDE, ИКАО: GCHI). Аэропорт был открыт в декабре 1972 года и его прозвали Аэропортом крабов.
Несмотря на свои размеры и малое количество рейсов, аэропорт стал в 2007 году лидером на Канарских островах по росту числа пассажиров и товарных перевозок.
Аэропорт обслуживает только внутренние рейсы, в основном из/в: север Тенерифе, север Гран-Канария и Ла-Пальма. В 2011 году аэропорт обслужил 170 225 пассажиров, совершил 4 674 различных операций и через него прошло около 135 тонн товаров.